# Tapos 1
Tapos 1 is een bestuurslaag in het regentschap Bogor van de provincie West-Java, Indonesië. Tapos 1 telt 8726 inwoners (volkstelling 2010).